# Sovereign Light Café
Sovereign Light Café è un singolo del gruppo musicale britannico Keane, pubblicato il 19 luglio 2012 come terzo estratto dal quarto album in studio Strangeland.

## Descrizione
Eseguito per la prima volta 17 settembre 2009 durante il Perfect Symmetry World Tour, il brano è un omaggio all'omonimo locale presente nella città di Bexhill-on-Sea, situata nell'East Sussex.

## Video musicale
Il video, reso disponibile il 30 maggio 2012 e filmato a Bexhill-on-Sea, mostra Tom Chaplin passeggiare lungo una strada vicino al mare mentre attorno a lui è possibile vedere ragazzi in bicicletta, alcune ginnaste ed alcuni atleti di judo. Nel corso del video è possibile vedere per alcuni secondi gli altri membri del gruppo in scene separate: Richard Hughes seduto su una panchina, Tim Rice-Oxley appoggiato vicino a un edificio e Jesse Quin seduto vicino a una chitarra acustica. Verso la fine del video, Chaplin continua a passeggiare ma con al suo seguito una marcia musicale, fino a quando non si allontana da loro e si siede a un tavolo del Sovereign Light Café dove sono presenti anche gli altri membri del gruppo.

## Tracce
CD promozionale (Regno Unito)
1. Sovereign Light Café – 3:38

Download digitale
1. Sovereign Light Café – 3:38
2. Difficult Child – 3:44

Download digitale – remix
1. Sovereign Light Café (Afrojack vs. Keane) (Afrojack Remix) – 6:16

7" (Regno Unito) – Sovereign Light Café/Disconnected (Dave Fridmann Session)
- Lato A

1. Sovereign Light Café (Dave Fridmann Session) – 3:32

- Lato B

1. Disconnected (Dave Fridmann Session) – 4:16

## Formazione
Hanno partecipato alle registrazioni, secondo le note di copertina di Strangeland:
Gruppo
- Tom Chaplin – voce, chitarra
- Tim Rice-Oxley – tastiera, chitarra, percussioni, cori
- Jesse Quin – basso, chitarra, cori
- Richard Hughes – batteria, percussioni, cori

Altri musicisti
- David Fridmann – programmazione aggiuntiva

Produzione
- Dan Grech-Marguerat – produzione, ingegneria del suono, missaggio
- Keane – produzione
- Tom Hough – ingegneria del suono
- Duncan Fuller – assistenza al missaggio
- Bob Ludwig – mastering

## Classifiche
| Classifica (2012) | Posizione massima |
| ----------------- | ----------------- |
| Paesi Bassi       | 71                |
| Regno Unito       | 74                |